# Milton Bradley
Pour les articles homonymes, voir Milton Bradley (homonymie) et Bradley.
 (septembre 2015).
Si vous disposez d'ouvrages ou d'articles de référence ou si vous connaissez des sites web de qualité traitant du thème abordé ici, merci de compléter l'article en donnant les références utiles à sa vérifiabilité et en les liant à la section « Notes et références ».
Milton Bradley, né le 8 novembre 1836 et mort le 30 mai 1911, est un pionnier américain des jeux de société. Il a fondé la Milton Bradley Company. En 1861, il sera l’inventeur du jeu de société qu'il a appelé The Checkered Game of Life, une première version de ce qui est devenu plus tard Le jeu de la vie ou Destins. En 2004 il a été intégré à la National Inventors Hall of Fame.